# Coryphaenoides murrayi
Coryphaenoides murrayi és una espècie de peix de la família dels macrúrids i de l'ordre dels gadiformes.

## Morfologia
- Els mascles poden assolir 37 cm de llargària total.[1][2]

## Hàbitat
És un peix d'aigües profundes que viu entre 1196-2350 m de fondària.

## Distribució geogràfica
Es troba al sud d'Austràlia, Nova Zelanda i Fiji.